# Chet Baker in New York
| Recensione | Giudizio |
| ---------- | -------- |
| AllMusic   |          |

Chet Baker in New York è un album del trombettista jazz statunitense Chet Baker, pubblicato dall'etichetta discografica Riverside Records nel novembre del 1958.

## Tracce

### LP
Lato A
1. Fair Weather – 6:55 (musica: Benny Golson)
2. Polka Dots and Moonbeams – 7:57 (testo: Johnny Burke – musica: Jimmy Van Heusen)
3. Hotel 49 – 8:07 (musica: Owen Marshall)

Lato B
1. Solar – 5:49 (musica: Miles Davis)
2. Blue Thoughts – 7:35 (musica: Benny Golson)
3. When Lights Are Low – 6:50 (Benny Carter, Spencer Williams)

### CD
Edizione CD del 2001, pubblicato dalla Original Jazz Classics (OJC20 207)
1. Fair Weather – 6:55 (musica: Benny Golson)
2. Polka Dots and Moonbeams – 7:57 (testo: Johnny Burke – musica: Jimmy Van Heusen)
3. Hotel 49 – 9:52 (musica: Owen Marshall)
4. Solar – 5:49 (musica: Miles Davis)
5. Blue Thoughts – 7:35 (musica: Benny Golson)
6. When Lights Are Low – 6:54 (Benny Carter, Spencer Williams)
7. Soft Winds – 6:26 (musica: Benny Goodman) – Traccia bonus

## Formazione
- Chet Baker – tromba
- Johnny Griffin – sassofono tenore (brani: Fair Weather / Hotel 49 / Blue Thoughts)
- Al Haig – piano
- Paul Chambers – contrabbasso
- Philly Joe Jones – batteria

Note aggiuntive
- Orrin Keepnews – produttore, note retrocopertina album originale
- Registrazioni effettuate al Reeves Sound Studios di New York City, New York, settembre 1958
- Jack Higgins – ingegnere delle registrazioni
- Paul Weller – foto copertina album originale
- Paul Bacon – design copertina album originale [3]